# Дрохва нубійська
Дрохва нубійська (Neotis nuba) — вид птахів родини дрохвових (Otididae).

## Поширення
Вид поширений в регіоні Сахель (пояс саван південніше Сахари) від Мавританії на схід до узбережжя Червоного моря в Судані.

## Опис
Це досить великий вид. Самці важать 5–7 кг, сягають завдовжки близько 80 см і з розмахом крил 180 см. Самиці набагато менші, вагою близько 3 кг, довжиною 60 см і розмахом крил 150 см. Спина, горло, крила та хвіст коричневі з чорними та світлими плямами. Шия сіра. Голова чорна з коричневим чубчиком та широкою білою смугою, що проходить від дзьоба через очі до потилиці. Черево та груди білі.

## Спосіб життя
Птах мешкає у сухих луках, саванах на пасовищах. Трапляється невеликими групами. Живиться комахами, дрібними хребетними, ягодами, квітами, травами. Сезон розмноження триває з липня по жовтень. У кладці є два яйця.